# Юкалікуль
Юкаліку́ль (рос. Юкаликуль, башк. Йүкәлекүл) — присілок у складі Дюртюлинського району Башкортостану, Росія. Входить до складу Такарліковської сільської ради.
Населення — 100 осіб (2010; 97 у 2002).
Національний склад:
- башкири — 85 %